# Bobby Reid
Bobby Armani Decordova-Reid (Bristol, 2 febbraio 1993) è un calciatore inglese naturalizzato giamaicano, centrocampista o attaccante del Leicester City e della nazionale giamaicana.

## Carriera

### Club
Cresciuto nelle giovanili della squadra della sua città, il Bristol City, ha esordito il 7 maggio 2011 in occasione del match vinto 3-0 contro l'Hull City.
Nella stagione 2017-2018 ha segnato 19 reti in 46 incontri di Championship, consentendo alla sua squadra di raggiungere i play-off.
Nel 2018 è stato acquistato dal Cardiff City, neopromosso in Premier League.
L'8 agosto 2019, viene acquistato in prestito annuale dal Fulham. Viene quindi riscattato dal club il 24 gennaio 2020, firmando un contratto triennale.
Il 6 luglio 2024, viene ingaggiato a parametro zero dal Leicester City, neo-promosso in Premier League, con cui firma un contratto triennale.

### Nazionale
Nel 2019 ha esordito con la nazionale giamaicana, con la quale nel 2021 e nel 2023 ha partecipato alla CONCACAF Gold Cup.

## Palmarès

### Club

#### Competizioni nazionali
- Campionato inglese di seconda divisione: 1

Fulham: 2021-2022